# Nakibundwe
Nakibundwe är ett vattendrag i Burundi.   Det ligger i provinsen Bubanza, i den nordvästra delen av landet, 40 km norr om huvudstaden Bujumbura.
Omgivningarna runt Nakibundwe är en mosaik av jordbruksmark och naturlig växtlighet. Runt Nakibundwe är det tätbefolkat, med 343 invånare per kvadratkilometer.